# Sentier principal des Sudètes
Le Sentier principal des Sudètes Mieczysław Orłowicz (pol. Główny Szlak Sudecki imienia Mieczysława Orłowicza,  « GSS ») est un sentier touristique de randonnée marqué en rouge qui mène de Świeradów-Zdrój à Prudnik par les parties les plus intéressantes des Sudètes.

## Histoire
L’idée du sentier de randonnée a apparu à la réunion de la Commission sudètes de l’Association polonaise des Tatras qui s’est déroulée le 24 octobre 1947. Un an plus tard les travaux sur la signalisation du sentier ont commencé. À l’occasion du 100e anniversaire du tourisme en Pologne en 1973, la Commission du tourisme de montagne du Conseil central du PTTK a nommé le Sentier principal des Sudètes d'après Mieczysław Orłowicz en reconnaissance de sa contribution au tourisme et à la connaissance de l’histoire locale.

## Parcours

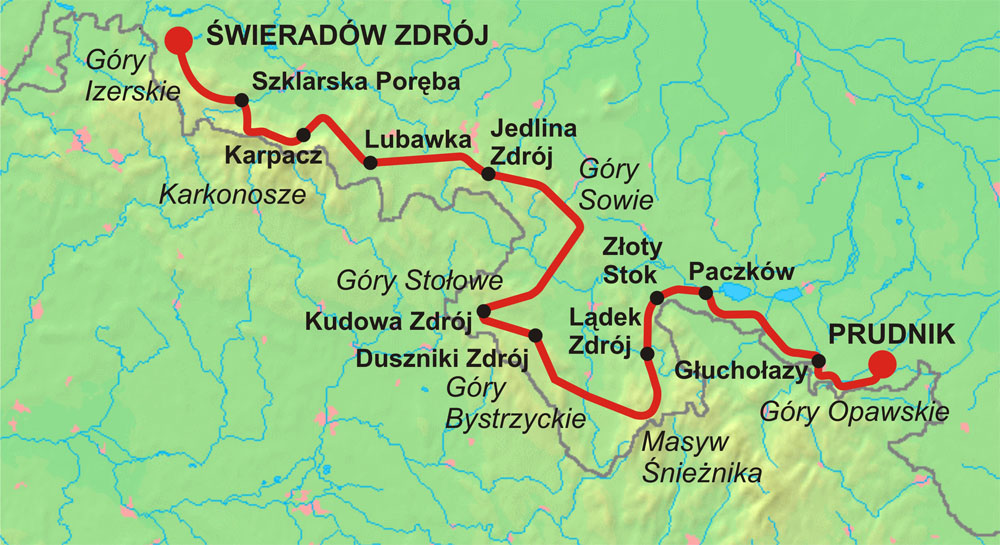
Le sentier principal des Sudètes sur la carte des montagnes

Au fil des années, le parcours du sentier a changé. Actuellement il commence à Świeradów-Zdrój, mène par les monts de la Jizera (Wysoka Kopa, 1 126 m; Wysoki Kamień, 1 058 m) à Szklarska Poręba, puis par les monts des Géants (la Cascade de Kamieńczyk, Wielki Szyszak – 1 509 m, le col sous la Sniejka (Przełęcz pod Śnieżką – 1 389 m) à Karpacz; les étapes suivantes sont le mont Rudawy Janowickie (Skalnik, 945 m) à Krzeszów, les monts Góry Kamienne et les Góry Czarne à Jedlina-Zdrój, les Góry Sowie (Wielka Sowa, 1 015 m), le col Przełęcz Srebrna qui les sépare des Góry Bardzkie. Puis, par Wambierzyce, le sentier mène vers les monts Tabulaires et aux stations thermales sudètes: Kudowa-Zdrój, Duszniki-Zdrój; puis: les Góry Orlickie et les Góry Bystrzyckie, la cascade Wilczki, le massif de Śnieżnik, les monts Krowiarki, Lądek-Zdrój, les Góry Złote (montagnes dorées) à Paczków (où pendant de nombreuses années il se terminait à la gare ferroviaire) et plus loin par Kałków, Głuchołazy, les Góry Opawskie à Prudnik
. 
Le sentier ignore quelques points sudètes importants, y compris les sommets : la Sniejka et Śnieżnik.
La longueur du sentier est d’environ 440 km et le temps de parcours – 104 heures.

## Randonnée pédestre
Le sentier est disponible toute l’année, même si certaines de ses parties peuvent être fermées, en raison de la possibilité d'avalanches (monts des Géants) et marais dangereux (monts Tabulaires). Il y a beaucoup de refuges de montagne gérés par le PTTK (Association touristique polonaise). Les refuges de montagne polonais sont obligés d’héberger toute personne qui ne peut pas trouver un autre endroit avant le coucher du soleil ou en cas d’urgence, bien que dans des conditions primitives.

## Galerie

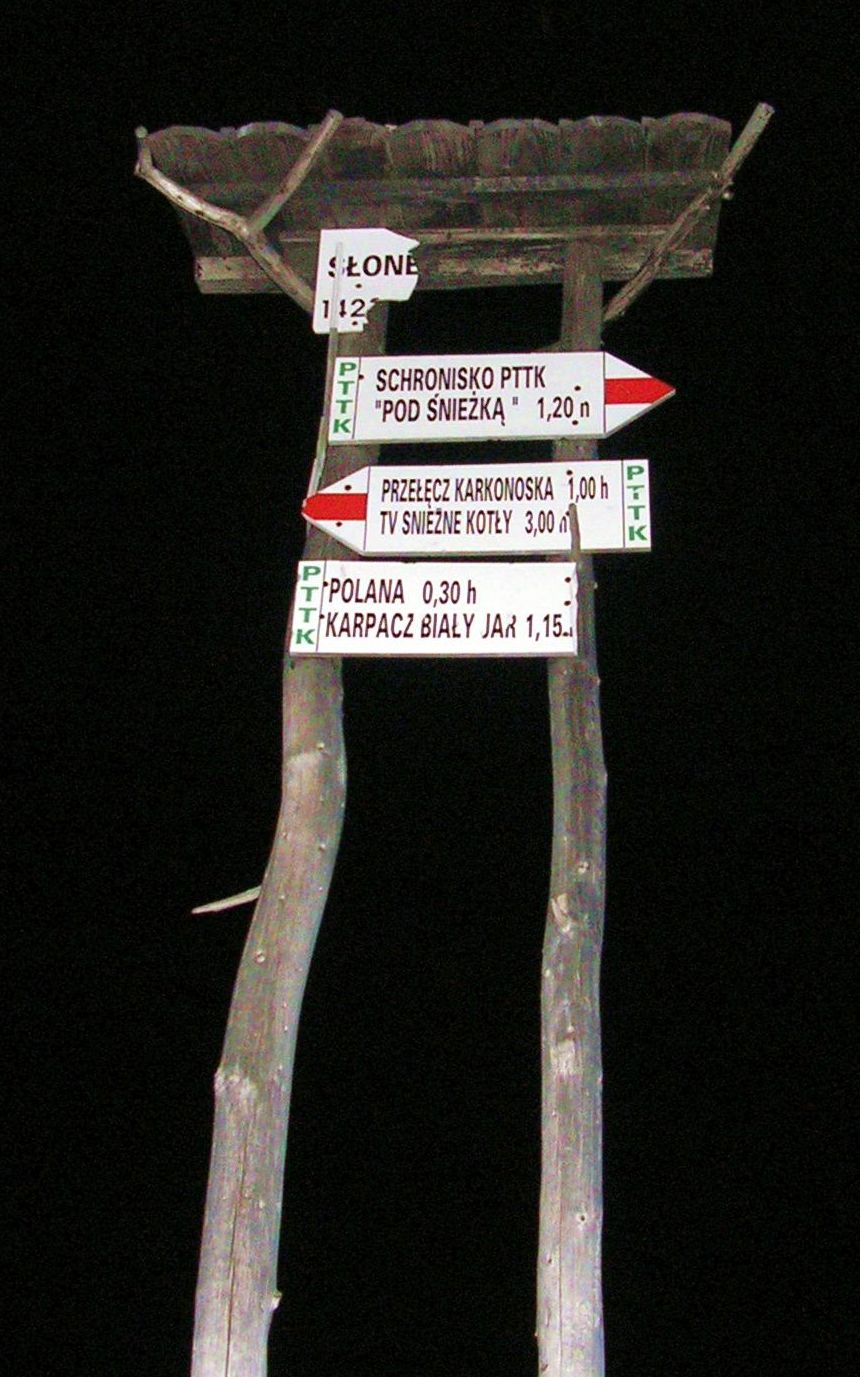
La signalisation du sentier au sommet du Słonecznik (1 420 m)
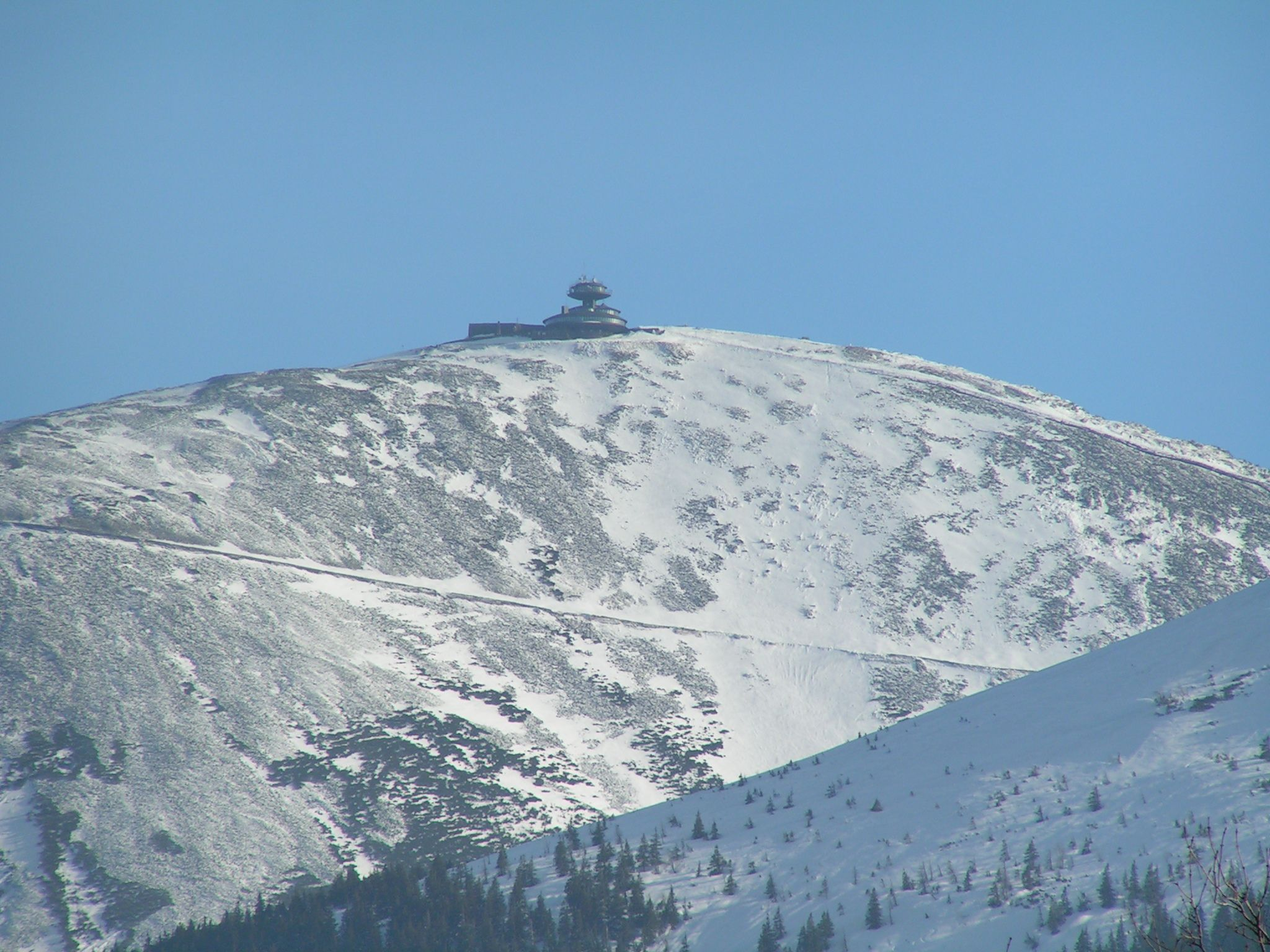
Sniejka (1 602 m) – le sommet le plus haut près du sentier
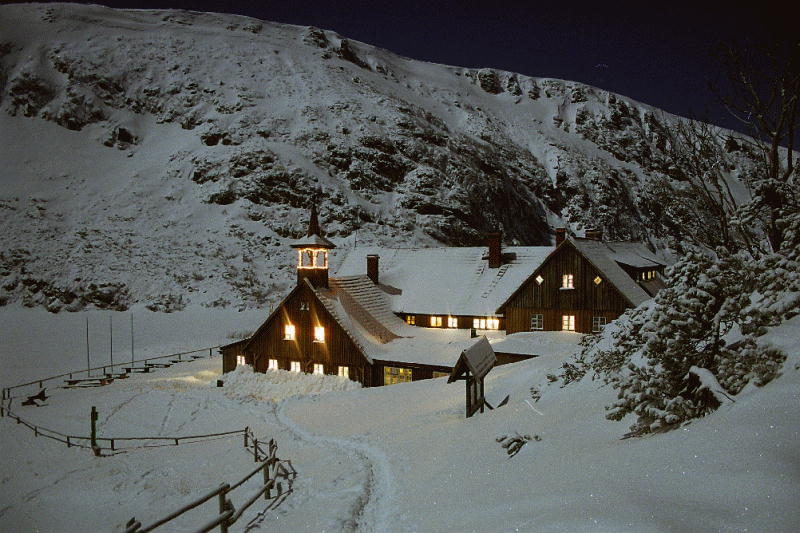
Samotnia – le refuge dans les monts des Géants
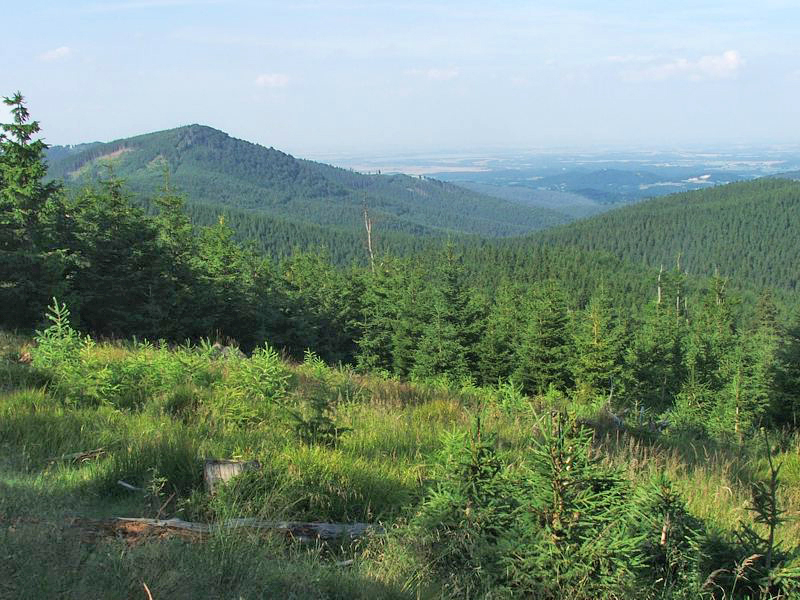
Les Góry Złote dans la partie orientale du sentier

## Refuges de montagne
- Le refuge de montagne PTTK au Stóg Izerski (Schronisko PTTK Na Stogu Izerskim)
- Le refuge de montagne Wysoki Kamień (Schronisko Wysoki Kamień)
- Le refuge de montagne «Kamieńczyk» (Schronisko „Kamieńczyk”)
- Le refuge de montagne PTTK à l’alpage Hala Szrenicka (Schronisko PTTK Na Hali Szrenickiej)
- Le refuge de montagne Szrenica (Schronisko Szrenica)
- Le refuge de montagne PTTK «Sous le Łabski Szczyt» (Schronisko PTTK „Pod Łabskim Szczytem”)
- Le refuge de montagne PTTK «La Renaissance» (Schronisko PTTK „Odrodzenie”)
- Le refuge de montagne «la Maison silésienne» (Schronisko „Dom Śląski”)
- Le refuge de montagne PTTK «Samotnia» (Schronisko PTTK „Samotnia”)
- Le refuge de montagne PTTK «Strzecha Akademicka» (Schronisko PTTK „Strzecha Akademicka”)
- Le refuge de montagne PTTK «Sur la Łomniczka» (Schronisko PTTK „Nad Łomniczką”)
- Le refuge de montagne PTTK « Andrzejówka » (Schronisko PTTK „Andrzejówka”)
- Le refuge de montagne PTTK «Zygmuntówka» (Schronisko PTTK „Zygmuntówka”)
- Le refuge de montagne «L’Aigle» (Schronisko „Orzeł”)
- Le refuge de montagne «Le Hibou» (Schronisko „Sowa”)
- Le refuge de montagne PTTK «La Bergère» (Schronisko PTTK „Pasterka”)
- Le refuge de montagne PTTK «Au Szczeliniec Wielki » (Schronisko PTTK „Na Szczelińcu”)
- Le refuge de montagne PTTK «Sous le mouflon» (Schronisko PTTK „Pod Muflonem”)
- Le refuge de montagne PTTK «Orlica» (Schronisko PTTK „Orlica”)
- Le refuge de montagne PTTK «Jagodna» (Schronisko PTTK „Jagodna”)
- Le refuge de montagne «À l’Igliczna» (Schronisko „Na Iglicznej”)
- Le refuge de montagne PTTK «Au Śnieżnik» (Schronisko PTTK „Na Śnieżniku”)
- Le refuge de montagne PTTK «À la Kopa Biskupia » (Schronisko PTTK „Pod Kopą Biskupią”)